# دوروتیا
دوروتیا (به سوئدی: Dorotea) یک منطقهٔ مسکونی در سوئد است که در بخش دوروتیا واقع شده‌است. دوروتیا ۲٫۳۴ کیلومتر مربع مساحت و ۱٬۵۴۳ نفر جمعیت دارد.